# Pseudocatharylla mikengella
Pseudocatharylla mikengella là một loài bướm đêm trong họ Crambidae.